# Eosentomon canarinum
Eosentomon canarinum är en urinsektsart som beskrevs av Andrzej Szeptycki 2004. Eosentomon canarinum ingår i släktet Eosentomon och familjen trakétrevfotingar. Inga underarter finns listade i Catalogue of Life.